# Jean-François Desbordes
Jean-François Desbordes est un homme politique français né le 27 septembre 1767 à Bellac (Haute-Vienne) et décédé le 21 décembre 1828 à Bussière-Poitevine (Haute-Vienne).
Juge de paix à Mézières, il est député de la Haute-Vienne en 1815, pendant les Cent-Jours.

## Sources
- « Jean-François Desbordes », dans Adolphe Robert et Gaston Cougny, Dictionnaire des parlementaires français, Edgar Bourloton, 1889-1891 [détail de l’édition]